# Eiyū Ō, Bu o Kiwameru Tame Tenseisu - Soshite, Sekai Saikyō no Minarai Kishi ♀
Eiyū Ō, Bu o Kiwameru Tame Tenseisu - Soshite, Sekai Saikyō no Minarai Kishi ♀ (jap. 英雄王、武を極めるため転生す ～そして、世界最強の見習い騎士♀～) ist ein japanischer Online-Fortsetzungsroman von Hayaken, der seit 2019 erscheint und seither in mehrere andere Medien umgesetzt wurde. Die Adaptionen als Light Novel, Manga und Anime wurden international als Reborn to Master the Blade bekannt. Die Isekai-Geschichte dreht sich um einen Krieger, der als Mädchen wiedergeboren wird.

## Inhalt
Im Königreich Silvare ist Inglis Eucus als der Heldenkönig bekannt. Mit dem Segen der Göttin Alistia wurde er ein heiliger Krieger, der die Feinde der Menschheit besiegen und so sein Reich aufbauen konnte. Vor seinem Tod wünscht er sich dann, in seinem nächsten Leben frei zu sein, die Schwertkampfkunst zu meistern. So wird er in einer Welt in der fernen Zukunft wiedergeboren, als Tochter einer legendären Rittersfamilie. Unter dem Namen Chris bereitet sie sich zunächst heimlich auf die Kampfkünste vor. Die Erinnerungen und einige magische Fähigkeiten als heiliger Krieger sind ihr erhalten geblieben. Sie beobachtet die Krieger um sich herum und bemerkt, dass Magie in dieser Welt zwar nicht allgemein bekannt ist, von einigen aber doch heimlich eingesetzt wird. Ihrem Gerechtigkeitssinn entsprechend versucht Chris, diesen Ungerechtigkeiten entgegenzutreten. Als sie älter wird, will sie gemeinsam mit den anderen die Schwertkunst erlernen. Doch die Ritterschaft weist Chris zunächst ab. Sie will nicht aufgeben, sich ihren Traum zu erfüllen und das Schwert zu meistern wie keiner zuvor.

## Veröffentlichungen
Die Romanreihe erscheint seit März 2019 auf der Plattform Shōsetsuka ni Narō. Seit November 2019 wird vom Verlag Hobby Japan eine von Nagu illustrierte Umsetzung als Light Novel herausgegeben. Bisher erschienen elf Bände. Eine englische Fassung wird von J-Novel Club und Yen On veröffentlicht.
Von Moto Kuromura wurde die Geschichte als Manga umgesetzt. Die Serie erscheint seit Dezember 2019 im Magazin Comic Fire, ebenfalls bei Hobby Japan. Der Verlag bringt die Kapitel seit August 2020 auch gesammelt in bisher fünf Bänden heraus. Eine deutsche Fassung wird seit März 2024 unter dem Titel Reborn to Master the Blade: From Hero-King to Extraordinary Squire ♀ vom Verlag Dokico veröffentlicht und umfasst bisher zwei Bände (Stand: Februar 2025). Die Übersetzung stammt von Aiko Maier. Bei J-Novel Club und Yen Press erscheint eine englische Fassung.
Im November 2020 wurde ein zweiteiliger Web-Anime zur Romanreihe veröffentlicht. Für 2023 wurde bei Studio Comet eine Anime-Fernsehserie produziert. Das Drehbuch schrieb Mitsutaka Hirota und Regie führte Naoyuki Kuzuya. Das Charakterdesign adaptierte Reiichirō Ōfuji und die künstlerische Leitung lag bei Atsushi Satomi, Hiroshi Gōroku und mame. Tonregie führte Fumiyuki Go, die Computeranimationen leitete Hayato Numajiri und für die Kameraführung war Kenji Takehara verantwortlich. Die 12 Folgen wurden vom 9. Januar bis zum 28. März 2023 von den Sendern TV Tokyo, BS TV Tokyo und AT-X in Japan ausgestrahlt. Die Plattform Crunchyroll veröffentlichte den Anime für den englischen und italienischen Sprachraum und bei Animax Asia wurde die Serie im Fernsehen gezeigt.

### Synchronisation
| Rolle           | japanischer Sprecher (Seiyū) |
| --------------- | ---------------------------- |
| Rafinha Bilford | Ai Kakuma                    |
| Inglis Eucus    | Akari Kitō                   |
| Leone Olfa      | Tomori Kusunoki              |
| Liselotte Arcia | Wakana Kuramochi             |
| Eris            | Haruka Shiraishi             |
| Sistia Rouge    | Eri Kitamura                 |
| Ripple          | Naomi Ōzora                  |
| Rafael Billford | Atsushi Tamaru               |
| Leon Olfa       | Yūichi Nakamura              |
| Silva Ayren     | Fumiya Imai                  |

### Musik
Die Musik der Serie wurde komponiert von Kenta Higashiohji. Das Vorspannlied ist Day1 von AUO und Morisaki Win und für den Abspann verwendete man das Lied Self Hug Big Love von Yui Nishio.